# Ангели пазители (книга)
„Ангели пазители“ е петата издадена книга на писателя Николай Теллалов.
В нея са поместени едноименният роман „Ангели пазители“, както и следните разкази:
- „Гривната“
- „Контакт“
- „Войната на боговете“
- „Всичко коз!“
- „Щастливият шанс“
- „Страшен съд за всеки“
- „Последен ден в неведение“

Писани по различно време през годините, някои от разказите са познати на читателите от Официалния сайт на автора.
Що се отнася до романа, дал заглавие на сборника, Теллалов споделя:
„Ангели пазители“ е фактически първото нещо, което започнах да пиша. Това беше през 1993, там някъде… Това е роман-модел, роман-картина. Която може да е вярна, а може и да не е...“

Сборникът започва с предговор от писателя Атанас Славов, озаглавен „Сенки от прелитащи ангели“. Правейки обзор на творчеството на автора, Славов го определя като „твърд“ фантаст и 
| „ | …фантастично събитие, защото появата на „твърда“ НФ в страна, където тя никога не е доминирала, си е невероятно... | “ |

Определянето на Теллалов като твърд фантаст е провокирано и от предходната му книга Десет на минус девета, проблематизираша последствията от едно възможно бъдеще, управлявано от развиващата се Нанотехнология.
В края на сборника е поместено интервю на Дилян Благоев с автора, под надслова „Разумът трябва да се доказва всяка секунда…“.

## Интересни факти
- Текстът на романа е редактиран нееднократно и авторът казва, че това е „четвъртата или петата редакция“, като всеки път е започвал, без да чете предишните. Макар и неизползвани, вариантите ги е имало, за разлика от текста на пилотната му книга „Да пробудиш драконче“, който няколко пъти е губен заради сривове в личния му компютър и е започван от самото начало.
- Любопитен факт е, че книгата излиза от печатница в края на 2007 г., но годината на издаване е отбелязана като 2008.
- Книгата е включена в програмата на издателство АРГУС за насърчаване и развитие на съвременната българска литература.